# 1999 Хіраяма
1999 Хіраяма (1999 Hirayama) — астероїд головного поясу, відкритий 27 лютого 1973 року чехословацьким астрономом Любошем Когоутеком. Названо на честь японського астронома Кійоцуґу Хіраями.
Тіссеранів параметр щодо Юпітера — 3,171.